# The Toledoan Balladeer
The Toledoan Balladeer – album koncertowy Elvisa Presleya. Został nagrany podczas występu na żywo 23 kwietnia 1977 w Toledo.

## Lista utworów
1. "Also sprach Zarathustra"
2. "See See Rider"
3. "I Got a Woman – Amen"
4. "Love Me"
5. "If You Love Me"
6. "You Gave Me a Mountain"
7. "Jailhouse Rock"
8. "’O sole mio – It’s Now or Never"
9. "Teddy Bear – Don’t Be Cruel"
10. "And I Love You So"
11. "Fever"
12. "Poke Salad Annie"
13. "My Way"
14. "Intro: Early Morning Rain – What’d I Say – Johnny B. Goode – School Days"
15. "Hurt"
16. "Hound Dog"
17. "Can’t Help Falling in Love"
18. "Closing Vamp – Announcements."